# Poj Arnon
Poj Arnon (thaï : พจน์ อานนท์), né le 31 décembre 1970 ou le 10 janvier 1971 à Phang Nga, est un scénariste et réalisateur thaïlandais.

## Filmographie
- 1995 : Crazy (สติแตกสุดขั้วโลก)[1]
- 1997 : Bullet Teen (18 ฝนคนอันตราย)[2]
- 2000 : Go-Six (โกหก ปลิ้นปล้อน กระล่อน ตอแหล)[3]
- 2003 : Cheerleader Queens (ว๊ายบึ้ม เชียร์กระหึ่มโลก)[4]
- 2004 : Spicy Beauty Queen of Bangkok (Plon naya)
- 2005 : Beautiful Wonderful Perfect (Er rer)
- 2006 : Dangerous Flowers : Espionnes de charmes (Chai lai)
- 2007 : Haunting Me (Hortaewtak / หอแต๋วแตก)[5],[6]
- 2008 : Bangkok Love Story[7]
- 2009 : Sassy Player[8]
- 2012 : Spicy Robbery (Plon- na-Ya 2)[9]
- 2013 ; Make Me Shudder
- 2014 : Make Me Shudder 2
- 2015 : Make Me Shudder 3
- 2017 : Zombie Fighters (Kud Krachak Krien)